# エオマイア

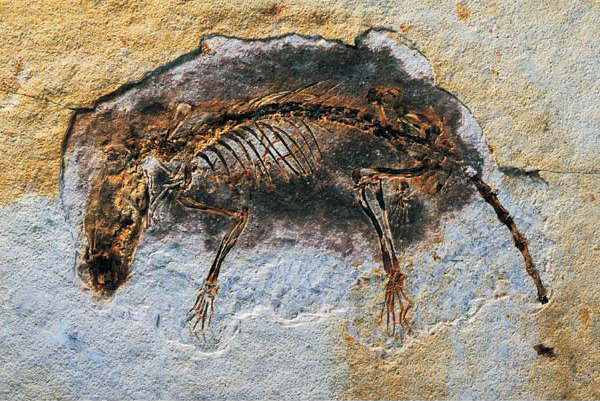
エオマイアの化石

エオマイア (Eomaia scansoria) は中生代前期白亜紀バレミアン期に生息した最初期の真獣類とされる絶滅哺乳類。現在のすべての有胎盤哺乳類の祖先、あるいは祖先に近縁な種である。学名は「黎明期の母」を意味し、中国名は「始祖獣（しそじゅう）」である。化石は中国遼寧省の義県層から出土した。

## 形態
体長10センチメートルのほぼ完璧な姿の化石で見つかり、推定体重は20 - 25g。1億2500万年前の化石にしては保存状態がよい。頭蓋骨は平らに潰れているが、歯や小さな足の骨、軟骨や毛皮までもが確認できる。
古生物学者アン・ワイルによるとエオマイアは有胎盤哺乳類ではない。ブタ、ウマ、ネコ、イヌ、ネズミ、ウサギ、ゴリラ、チンパンジーそしてヒトを含む全ての有胎盤哺乳類の祖先にあたる初期の原始的な代表である。その細い臀部は仔を産んで子孫を残すがその仔の発達は未熟であることを示す。この事はよく発達した胎盤がないことを強く示唆する。
ネイチャーに発表された記事によると、上恥骨が存在している。この骨は真獣類には通常無いが初期では完全に知られていないわけではない。そして有袋類や単孔類、哺乳類ではない獣弓類の特徴でもある。
エオマイアが真獣類であったことは確かなようである。始祖真獣類の典型的な歯式5.1.5.3/4.1.5.3（切歯、犬歯、小臼歯、大臼歯）を持つ。上の切歯が5対、下の切歯が4対そして5対の小臼歯、これは現生の真獣類の典型ではない。今の哺乳類は上下に3対の切歯と4対の小臼歯である。
全ての主な中生代の哺乳類の分岐群と主要な白亜紀の真獣類の科から268の特徴を比較したところ、エオマイアはムルトイレステスとプロケンナレステスと共に真獣類の系統樹の根元に位置すると主張されている。これら3つの分類群は明らかに現生の有袋類よりも現生の真獣類に近い。歯列の他手首足首の特徴によってエオマイアは真獣類に位置づけられる。
この化石には毛の痕跡すらも見られる。これの発見以前の毛の化石の最古記録は6000万年前で、エオマイアはそこから更に6500万年遡る。これは以前の哺乳類が無毛でなかったという事を示唆する。骨格からの推定ではおそらく体毛は前期三畳紀か後期ペルム紀の非哺乳類祖先の段階で出現したという。毛皮は滅多に化石にならず、遼寧のエオマイアの化石の驚くべき質は非常に珍しい。